# Murici dos Portelas
Murici dos Portelas là một đô thị thuộc bang Piauí, Brasil. Đô thị này có diện tích 481,521 km², dân số năm 2007 là 7675 người, mật độ 15,94 người/km².